# 萬祥 (正統進士)
萬祥（1413年—？），字載道，江西南昌府南昌縣人，民籍。明朝政治人物。進士出身。

## 生平
江西鄉試第三十名。正統七年（1442年）壬戌科會試第六十名，殿試登進士第三甲第九十五名。

## 家族
曾祖父萬以新。祖父萬汝行。父亲萬成易。